# Ron Huldai
Ron Huldai (en hébreu : רון חולדאי), né le 26 août 1944 à Houlda, est un homme politique israélien, ancien pilote de chasse et maire de Tel Aviv depuis 1998.

## Biographie

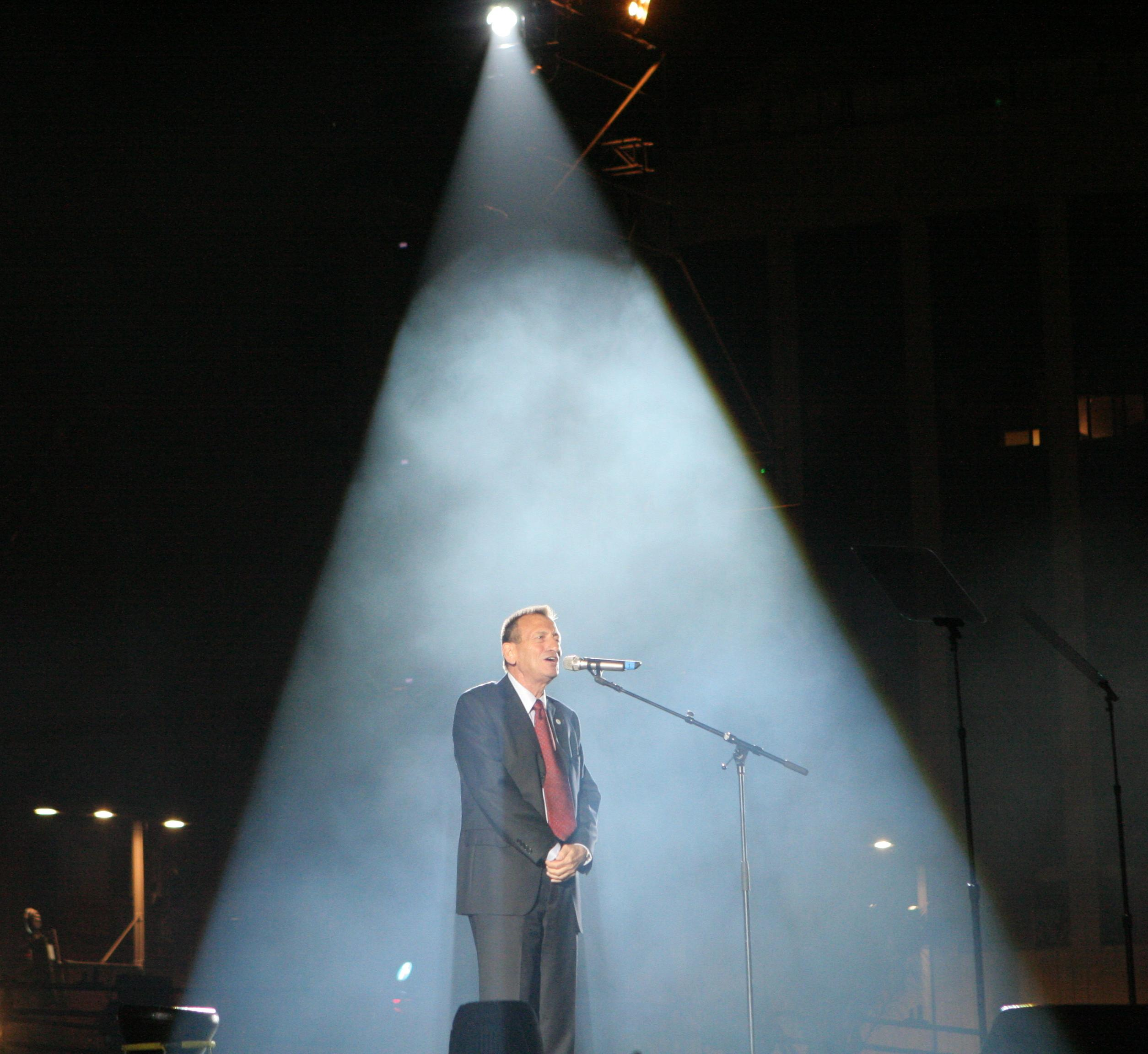
Ron Huldai célèbre le centenaire de Tel Aviv à Kikar Rabin

Ron Huldai est diplômé en histoire des universités de Tel Aviv, de Montgomery dans l'Alabama et du collège de l'US Air Force de Montgomery. Il est marié et a trois enfants. Il passe 26 années dans les forces aériennes d'Israël entre 1963 et 1989 et participe aux guerres d'Israël. En 1992, il devient le recteur du premier lycée hébraïque de Tel Aviv, le « Gymnasia Herzlia ».
Membre du Parti travailliste, Huldai est élu maire de Tel Aviv en 1998 succédant à Roni Milo. Il est réélu en octobre 2003 avec 62 % des suffrages, en novembre 2008 et de nouveau le 23 octobre 2013.
Ron Huldai est un amateur d'art. Il soutient de nombreux artistes comme Jonathan Kis-Lev et Danny Kerman. Il a contribué à l'extension du musée d'art de Tel Aviv dont il est membre du conseil d'administration.